# Wind Cave National Park

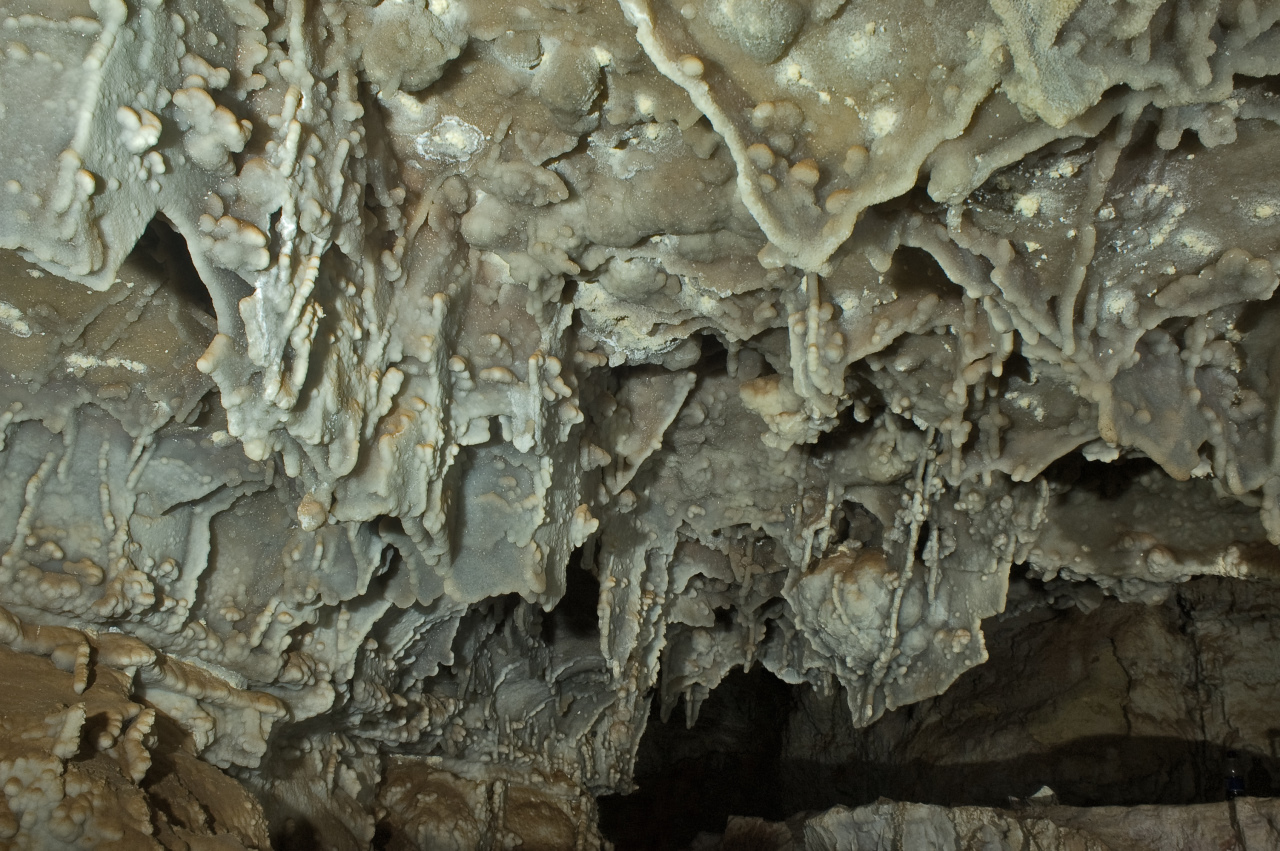
Boxwork in Wind Cave

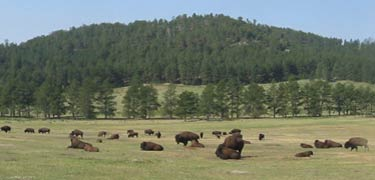
Bizons grazen op het prairiegras

Wind Cave National Park is een nationaal park in de Verenigde Staten, achttien kilometer ten noorden van het stadje Hot Springs in het westen van de staat South Dakota. Het park, gelegen in de Black Hills, werd opgericht in 1903 door president Theodore Roosevelt en was het zevende nationale park in de Verenigde Staten en de eerste grot die tot nationaal park werd bestemd in de wereld. De grot is opmerkelijk om haar calcietformaties die bekendstaan als boxwork. Naar schatting bevindt 95 procent van de boxwork-formaties zich in de Wind Cave. Wind Cave is ook bekend voor haar frostwork. De grot wordt beschouwd als een driedimensioneel doolhof. De grot stak op 11 februari 2006 de Hoelloch-grot uit Zwitserland voorbij en werd de vierde langste grot in de wereld met 192 kilometer aan verkende grotdoorgangen. Boven de grond bevat het park de grootst overblijvende natuurlijk gemengde grasprairie in de Verenigde Staten.

## Ontdekking en exploratie
De Lakota, een Amerikaans indianenvolk dat leefde in de Black Hills van South Dakota, spraken van een gat dat lucht blies. Ze beschouwden het gat in de grond als heilig, als de plaats waar de mensheid uit de onderwereld tevoorschijn kwam na de demiurge schepping van de wereld.
De eerste gedocumenteerde ontdekking van de grot gebeurde in 1881 door de broers Tom en Jess Bingham. Zij hoorden het ruisen van wind uit een gat in de grond van 250 op 360 mm. Het verhaal gaat dat toen Tom in het gat keek, de wind zo hard waaide dat zijn hoed van zijn hoofd werd geblazen.
De wind die ze hoorden en voelden verklaart de naam van de grot. De wind beweegt zich afhankelijk van de atmosferische druk naar de oppervlakte en in de grot. Wanneer de druk buiten groter is dan binnen wordt de lucht naar binnen gezogen; wanneer de druk hoger is binnen de grot, waait de wind naar buiten.
Sinds de herontdekking van de grot in 1881 door blanke verkenners gingen slechts een aantal mensen meer dan enkele meters in de Wind Cave. Het duurde tot in de vroege jaren 1890, toen de zestienjarige Alvin McDonald de grot begon te verkennen, voor het duidelijk werd dat de Wind Cave verder liep dan het oorspronkelijke gat.
De vader van Alvin McDonald, J.D. McDonald, werkte bij de South Dakota Mining Company op zoek naar goud in de grot, maar was niet succesvol. In de plaats ontdekte men de mogelijkheid om exploratietochten in de grot te organiseren. Deze vroege tochten gebeurden bij kaarslicht waarbij men door zeer smalle doorgangen moest kruipen.

## Aan de oppervlakte
Wind Cave National Park beschermt een divers ecosysteem met oostelijke en westelijke flora en fauna. Tot de meer zichtbare diersoorten behoren het edelhert (Wapiti), de Amerikaanse bizon (de enige populatie van volbloed bizons die niet is geïnfecteerd met brucellose), de gaffelbok en de prairiehond.
Door het park gaan verschillende wegen en voor 50 km aan wandelpaden. Hierdoor is haast het hele park toegankelijk. In 2003 telde het park 850.000 bezoekers.